# 안말초등학교
안말초등학교는 대한민국 경기도 성남시 분당구 이매동에 있는 공립 초등학교이다.

## 학교 연혁
- 1991년 3월 11일 : 안말국민학교 설립인가(36학급)
- 1992년 6월 15일 : 초대 하달용 교장 부임
- 1992년 7월 1일 : 안말국민학교 개교(6학급)
- 1993년 2월 16일 : 제1회 졸업(총 131명)
- 1996년 3월 1일 : 안말초등학교로 개명
- 2011년 12월 3일 : 운동장 인조잔디 조성
- 2012년 3월 1일 : 제7대 정태식 교장 취임(부임)
- 2013년 2월 15일 : 제21회 졸업 188명(총 4,795명)
- 2013년 3월 1일 : 28학급 편성
- 2014년 1월 28일 가온누리 도서관 개관
- 2014년 2월 14일 제22회 졸업(147명, 총 4,942명)
- 2014년 3월 3일 28학급 편성(128명 입학)

## 참고 자료
- 안말초등학교 - 한국교육학술정보원 학교알리미